# Stefano Denswil
Stefano Wilfred Denswil (Zaandam, 7 maggio 1993) è un calciatore surinamese con cittadinanza olandese, difensore attualmente svincolato della nazionale surinamese.

## Biografia
Nato nei Paesi Bassi da genitori originari del Suriname, ex-colonia olandese, ha sin da piccolo mostrato interesse per il calcio e la kickboxing, quest'ultima praticata in contemporanea al primo. Tuttavia nel 2001, con l'ingresso nelle giovanili dei lancieri, al fine di evitare inutili lesioni decide di diminuire l'intensità degli allenamenti.

### Incidente di Instagram
Il 15 luglio 2013, una foto nuda di Denswil apparve sul social media Instagram. La foto, scattata dalla ragazza di Denswil, era stata pubblicata dalla stessa con lo slogan Lekker ploppen met Stefano Denswil. Nonostante la foto fosse stata eliminata nello stesso giorno dal sito, nei giorni seguenti la foto è trapelata in diversi siti web.

## Caratteristiche tecniche
Di ruolo difensore centrale, è di piede mancino e può giocare anche da terzino sinistro. Dotato di buona tecnica, porta spesso palla in avanti sfruttando le sue doti in fase d'impostazione, che gli consentono anche di essere bravo nei lanci lunghi e nei passaggi filtranti. Fisicamente atletico ed esplosivo, è anche un buon battitore di calci di punizione.

## Carriera

### Club

#### Hellas Sport e Ajax
Denswil ha iniziato la sua carriera calcistica con la squadra dilettantistica Hellas Sport a Zaandam, prima di entrare a far parte delle giovanili dell'Ajax nel 2001.
Nel 2012 è stato promosso in prima squadra dell'allenatore Frank de Boer, scegliendo di indossare la maglia numero 34. Ha esordito con la prima squadra nel terzo turno della KNVB Cup contro l'ONS Sneek il 31 ottobre 2012; segnando il suo primo gol da professionista e contestualmente in KNVB Cup, su calcio di punizione. Il 3 novembre, debutta anche in campionato, nella sconfitta contro il Vitesse.
Il 18 settembre 2013, debutta nella massima competizione continentale nella larga sconfitta per 4-0 contro il Barcellona. Un mese dopo, nel corso della sua seconda apparenza in Champions League contro il Milan, sigla al 90' minuto il gol del momentaneo 1-0. Il 5 ottobre, a seguito della prestazione contro i rossoneri, viene inserito assieme a Gregory van der Wiel e Zlatan Ibrahimović nella squadra della settimana.
Il 30 marzo 2014, segna il suo primo gol in Eredivisie, aprendo le marcature in Ajax - Twente valida per la 30ª giornata di campionato.

#### Club Bruges e Bologna
Il 3 gennaio 2015 si trasferisce in Belgio, al Club Brugge, firmando un contratto di 3 anni con il club belga. Ha fatto il suo debutto in campionato il 16 gennaio 2015 nel pareggio per 1-1 contro il Malines.  Il 3 febbraio 2015, disputa il suo primo derby di Bruges contro i rivali del Cercle Brugge, giocando i 90 minuti completi nella vittoria per 5-1 in casa, valida per le semifinali della Coppa del Belgio. Segna la prima marcatura con i nerazzurri  il 20 dicembre 2015, segnando il gol del momentaneo 1-2 nella sconfitta maturata contro l'Anderlecht (1-4).
Conclude la sua esperienza in Belgio, dopo cinque anni collezionando 10 reti in 175 presenze.
Il 6 luglio 2019, Denswil diventa un nuovo giocatore del Bologna per circa 7 milioni di euro e firma un contratto di 3 anni con un'opzione per il quarto. Il debutto in serie A avviene il 25 agosto, in occasione della prima di campionato in casa del Verona, pareggiata per 1-1.
Inizialmente titolare, diventa poi riserva per poi finire in fondo nelle gerarchie dell'allenatore dei rossoblù Siniša Mihajlović per via di un rendimento non all'altezza, indi per cui il 7 gennaio 2021 fa ritorno al Club Bruges con la formula del prestito.

#### Prestito al Trabzonspor
Il 24 agosto 2021 viene ceduto in prestito al Trabzonspor.

## Statistiche

### Presenze e reti nei club
Statistiche aggiornate all'8 gennaio 2021.
| Stagione           | Squadra            | Campionato         | Campionato | Campionato | Coppe nazionali | Coppe nazionali | Coppe nazionali | Coppe europee | Coppe europee | Coppe europee | Altre coppe | Altre coppe | Altre coppe | Totale | Totale |
| Stagione           | Squadra            | Comp               | Pres       | Reti       | Comp            | Pres            | Reti            | Comp          | Pres          | Reti          | Comp        | Pres        | Reti        | Pres   | Reti   |
| ------------------ | ------------------ | ------------------ | ---------- | ---------- | --------------- | --------------- | --------------- | ------------- | ------------- | ------------- | ----------- | ----------- | ----------- | ------ | ------ |
| 2013-2014          | Jong Ajax          | 1D                 | 9          | 1          |                 | -               | -               |               | -             | -             |             | -           | -           | 9      | 1      |
| 2014-2015          | Jong Ajax          | 1D                 | 7          | 1          |                 | -               | -               |               | -             | -             |             | -           | -           | 7      | 1      |
| Totale Jong Ajax   | Totale Jong Ajax   | Totale Jong Ajax   | 16         | 2          |                 | -               | -               |               | -             | -             |             | -           | -           | 16     | 2      |
| 2012-2013          | Ajax               | ED                 | 4          | 0          | CO              | 1               | 1               | UCL+UEL       | 0             | 0             | SO          | 0           | 0           | 5      | 1      |
| 2013-2014          | Ajax               | ED                 | 17         | 1          | CO              | 4               | 0               | UCL+UEL       | 6+1           | 1             | -           | -           | -           | 28     | 2      |
| 2014-2015          | Ajax               | ED                 | 1          | 0          | CO              | 3               | 0               | UCL+UEL       | 2+0           | 0             | -           | -           | -           | 6      | 0      |
| Totale Ajax        | Totale Ajax        | Totale Ajax        | 22         | 1          |                 | 8               | 1               |               | 9             | 1             |             | 0           | 0           | 39     | 3      |
| 2014-2015          | Club Bruges        | D1                 | 11         | 0          | CB              | 0               | 0               | UEL           | 0             | 0             |             | -           | -           | 11     | 0      |
| 2015-2016          | Club Bruges        | D1                 | 26         | 2          | CB              | 3               | 1               | UEL           | 4             | 0             | SB          | 1           | 0           | 34     | 3      |
| 2016-2017          | Club Bruges        | D1                 | 39         | 1          | CB              | 1               | 0               | UCL           | 5             | 0             | SB          | 1           | 0           | 46     | 1      |
| 2017-2018          | Club Bruges        | D1                 | 33         | 2          | CB              | 3               | 0               | UCL+UEL       | 2+2           | 2             | -           | -           | -           | 40     | 4      |
| 2018-2019          | Club Bruges        | D1                 | 35         | 1          | CB              | 0               | 0               | UCL+UEL       | 6+2           | 1             | SB          | 1           | 0           | 44     | 2      |
| 2019-2020          | Bologna            | A                  | 26         | 0          | CI              | 2               | 0               | -             | -             | -             | -           | -           | -           | 28     | 0      |
| 2020-gen. 2021     | Bologna            | A                  | 5          | 0          | CI              | 2               | 0               | -             | -             | -             | -           | -           | -           | 7      | 0      |
| Totale Bologna     | Totale Bologna     | Totale Bologna     | 31         | 0          |                 | 4               | 0               |               | 0             | 0             |             | -           | -           | 35     | 0      |
| gen.-giu. 2021     | Club Bruges        | D1                 | 12         | 0          | CB              | 3               | 0               | UCL+UEL       | 0+0           | 0+0           |             | -           | -           | 15     | 0      |
| Totale Bruges      | Totale Bruges      | Totale Bruges      | 156        | 6          |                 | 10              | 1               |               | 21            | 3             |             | 3           | 0           | 190    | 10     |
| 2021-2022          | Trabzonspor        | SL                 | 28         | 0          | TK              | 1               | 0               | UECL          | 0             | 0             | -           | -           | -           | 29     | 0      |
| 2022-2023          | Trabzonspor        | SL                 | 19         | 1          | TK              | 1               | 0               | UCL+UEL+UECL  | 2+4+2         | 0+0+0         | -           | -           | -           | 28     | 1      |
| 2023-2024          | Trabzonspor        | SL                 | 23         | 1          | TK              | 2               | 0               | -             | -             | -             | -           | -           | -           | 25     | 1      |
| Totale Trabzonspor | Totale Trabzonspor | Totale Trabzonspor | 70         | 2          |                 | 4               | 0               |               | 8             | 0             |             | -           | -           | 82     | 2      |
| Totale carriera    | Totale carriera    | Totale carriera    | 295        | 11         |                 | 26              | 2               |               | 38            | 4             |             | 3           | 0           | 362    | 17     |

### Cronologia presenze e reti in nazionale
| Cronologia completa delle presenze e delle reti in nazionale ― Suriname | Cronologia completa delle presenze e delle reti in nazionale ― Suriname | Cronologia completa delle presenze e delle reti in nazionale ― Suriname | Cronologia completa delle presenze e delle reti in nazionale ― Suriname | Cronologia completa delle presenze e delle reti in nazionale ― Suriname | Cronologia completa delle presenze e delle reti in nazionale ― Suriname | Cronologia completa delle presenze e delle reti in nazionale ― Suriname | Cronologia completa delle presenze e delle reti in nazionale ― Suriname |
| Data                                                                    | Città                                                                   | In casa                                                                 | Risultato                                                               | Ospiti                                                                  | Competizione                                                            | Reti                                                                    | Note                                                                    |
| ----------------------------------------------------------------------- | ----------------------------------------------------------------------- | ----------------------------------------------------------------------- | ----------------------------------------------------------------------- | ----------------------------------------------------------------------- | ----------------------------------------------------------------------- | ----------------------------------------------------------------------- | ----------------------------------------------------------------------- |
| 9-9-2023                                                                | Saint George's                                                          | Grenada                                                                 | 1 – 1                                                                   | Suriname                                                                | CONCACAF Nations League 2023-2024 - 1º turno                            | -                                                                       |                                                                         |
| 12-9-2023                                                               | L'Avana                                                                 | Cuba                                                                    | 1 – 0                                                                   | Suriname                                                                | CONCACAF Nations League 2023-2024 - 1º turno                            | -                                                                       |                                                                         |
| 12-10-2023                                                              | Paramaribo                                                              | Suriname                                                                | 1 – 1                                                                   | Haiti                                                                   | CONCACAF Nations League 2023-2024 - 1º turno                            | -                                                                       | Cap.                                                                    |
| 15-10-2023                                                              | Paramaribo                                                              | Suriname                                                                | 4 – 0                                                                   | Grenada                                                                 | CONCACAF Nations League 2023-2024 - 1º turno                            | -                                                                       | Cap. 58’                                                                |
| 24-3-2024                                                               | Almere                                                                  | Suriname                                                                | 1 – 1                                                                   | Martinica                                                               | Amichevole                                                              | -                                                                       | Cap.                                                                    |
| 5-6-2024                                                                | Paramaribo                                                              | Suriname                                                                | 4 – 1                                                                   | Saint Vincent e Grenadine                                               | Qual. Mondiali 2026                                                     | -                                                                       | Cap. 86’                                                                |
| 8-6-2024                                                                | The Valley                                                              | Anguilla                                                                | 0 – 4                                                                   | Suriname                                                                | Qual. Mondiali 2026                                                     | -                                                                       | Cap. 43’                                                                |
| 5-9-2024                                                                | Leonora                                                                 | Guyana                                                                  | 1 – 3                                                                   | Suriname                                                                | CONCACAF Nations League 2024-2025 - 1º turno                            | -                                                                       | Cap. 65’                                                                |
| 15-11-2024                                                              | Paramaribo                                                              | Suriname                                                                | 0 – 1                                                                   | Canada                                                                  | CONCACAF Nations League 2024-2025 - Quarti di finale                    | -                                                                       | Cap.                                                                    |
| 19-11-2024                                                              | Toronto                                                                 | Canada                                                                  | 3 – 0                                                                   | Suriname                                                                | CONCACAF Nations League 2024-2025 - Quarti di finale                    | -                                                                       | Cap.                                                                    |
| Totale                                                                  |                                                                         | Presenze                                                                | 10                                                                      |                                                                         | Reti                                                                    | 0                                                                       |                                                                         |

## Palmarès

### Club

#### Competizioni nazionali
- Campionato olandese: 2

Ajax: 2012-2013, 2013-2014
- Supercoppa dei Paesi Bassi: 1

Ajax: 2013
- Coppa del Belgio: 1

Club Brugge: 2014-2015
- Campionato belga: 3

Club Bruges: 2015-2016, 2017-2018, 2020-2021
- Supercoppa del Belgio: 1

Club Bruges: 2018
- Campionato turco: 1

Trabzonspor: 2021-2022
- Supercoppa di Turchia: 1

Trazbonspor: 2022